# Х'єунгшер
Х'єунгшер (норв. Kjeungskjær fyr) — прибережний маяк у муніципалітеті Ерланн у лені Тренделаг, Норвегія. Маяк розташований на крихітному острові в гирлі Б'югнфіорду приблизно за 3,5 км на захід від села Утгеуг і 5 км на південь від села Нес у муніципалітеті Б'югн.

## Опис
Маяк 1880 року побудови; автоматизований 1987 року. До автоматизації маяка на нижніх поверхах будівлі мешкали наглядач та його родина.
Маяк висотою 17,5 м зроблений з каменю у вигляді восьмикутної вежі, пофарбованої у червоний колір. Джерело світла з яскравістю 14400 кандел розташоване вгорі на висоті 20,5 м над рівнем моря. Кольори секторних вогнів — біле, червоне або зелене світло (залежно від напрямку), що закривається кожні 6 секунд. З 1906 року використовується лінза Френеля. Його можна бачити на відстані до 8 морських миль (15 км). Маяк запалюється щороку з 21 липня по 16 травня. В інший період не працює через полярний день.

## Статус
Маяк належить державі й охороняється відповідно до Закону про культурну спадщину. Це також важлива територія для збереження птахів.

## Туризм
Маяк відкритий для відвідувачів, які, при бажанні, можуть зняти квартиру маяка на декілька осіб. Перебуваючи на маяку, відвідувачі можуть насолодитися його чарівними краєвидами та познайомитися з численними видами птахів.
Маяк вважається одним із найкрасивіших на норвезькому узбережжі. Висадка на маяк з човна можлива лише за гарної погоди.

## Галерея

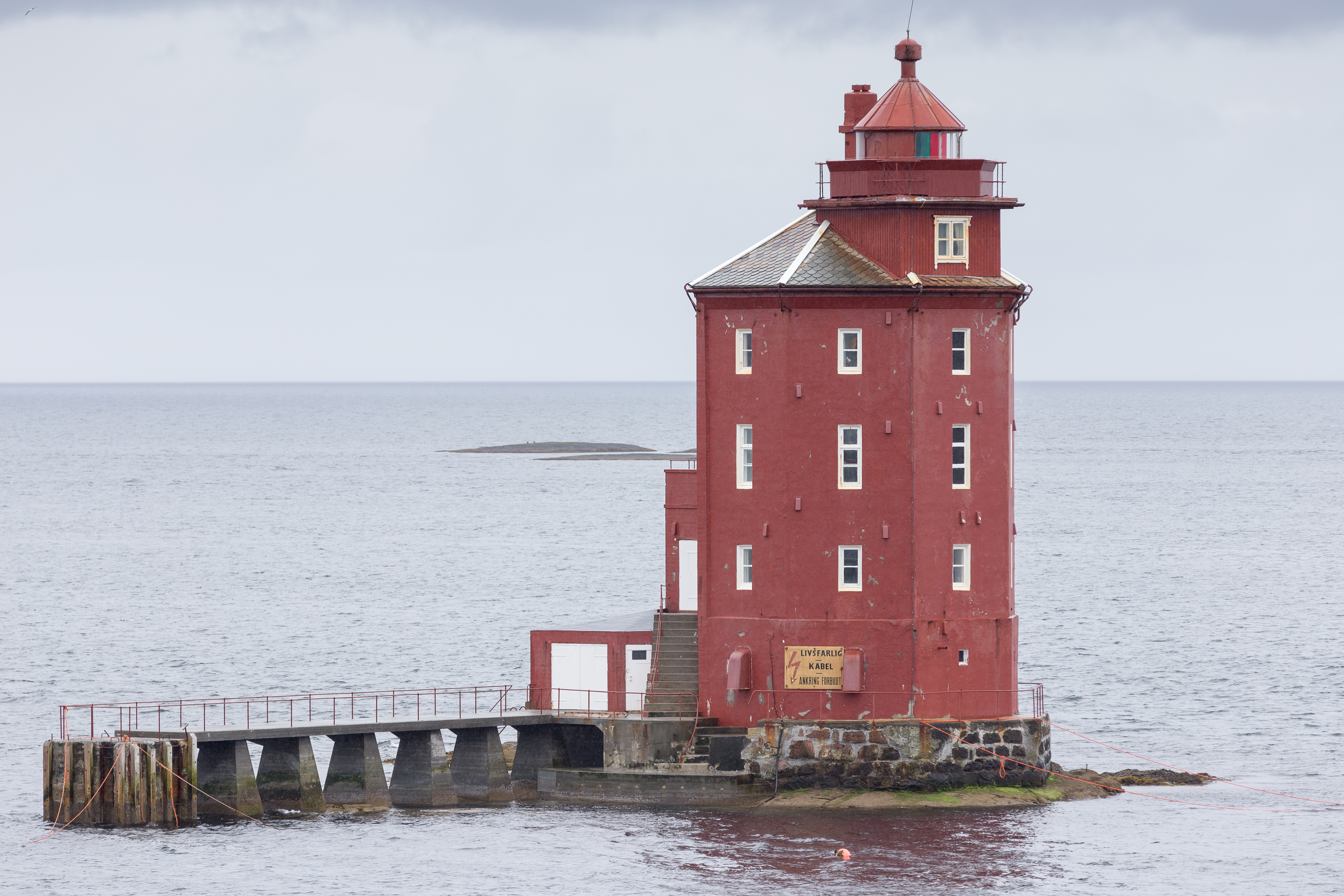
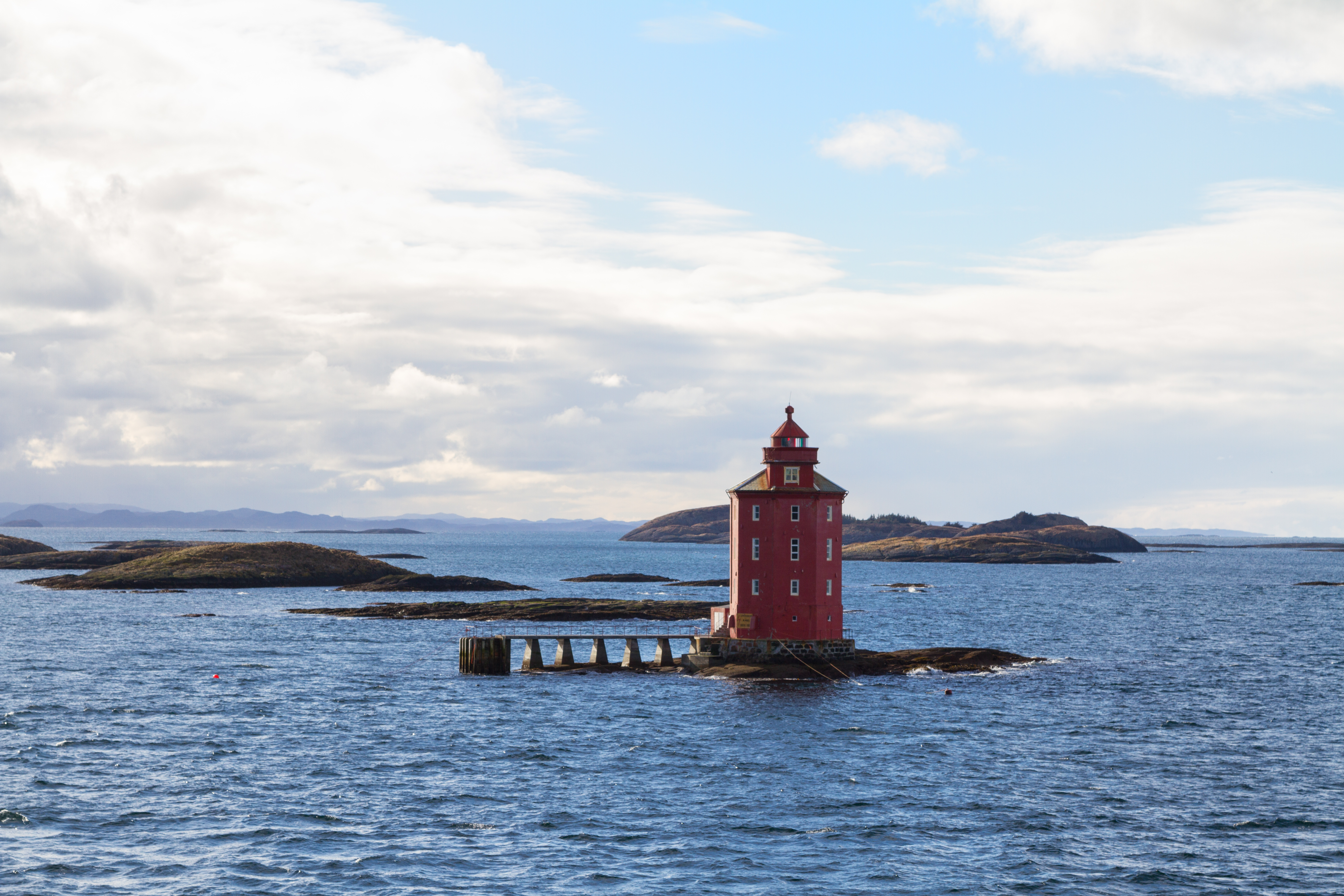
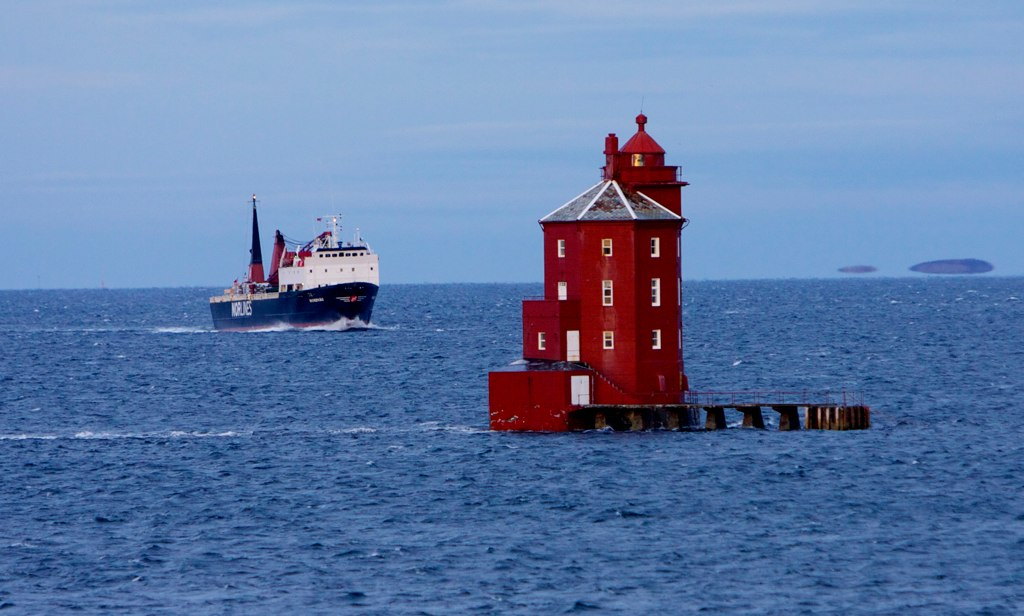
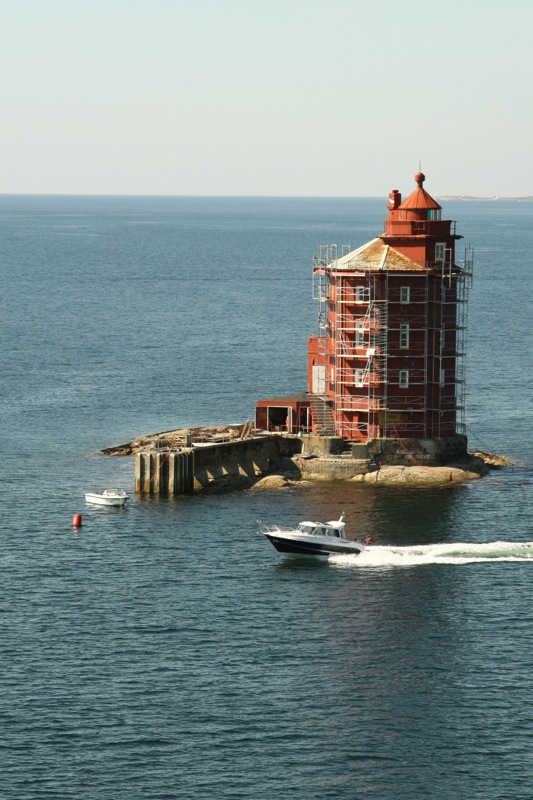
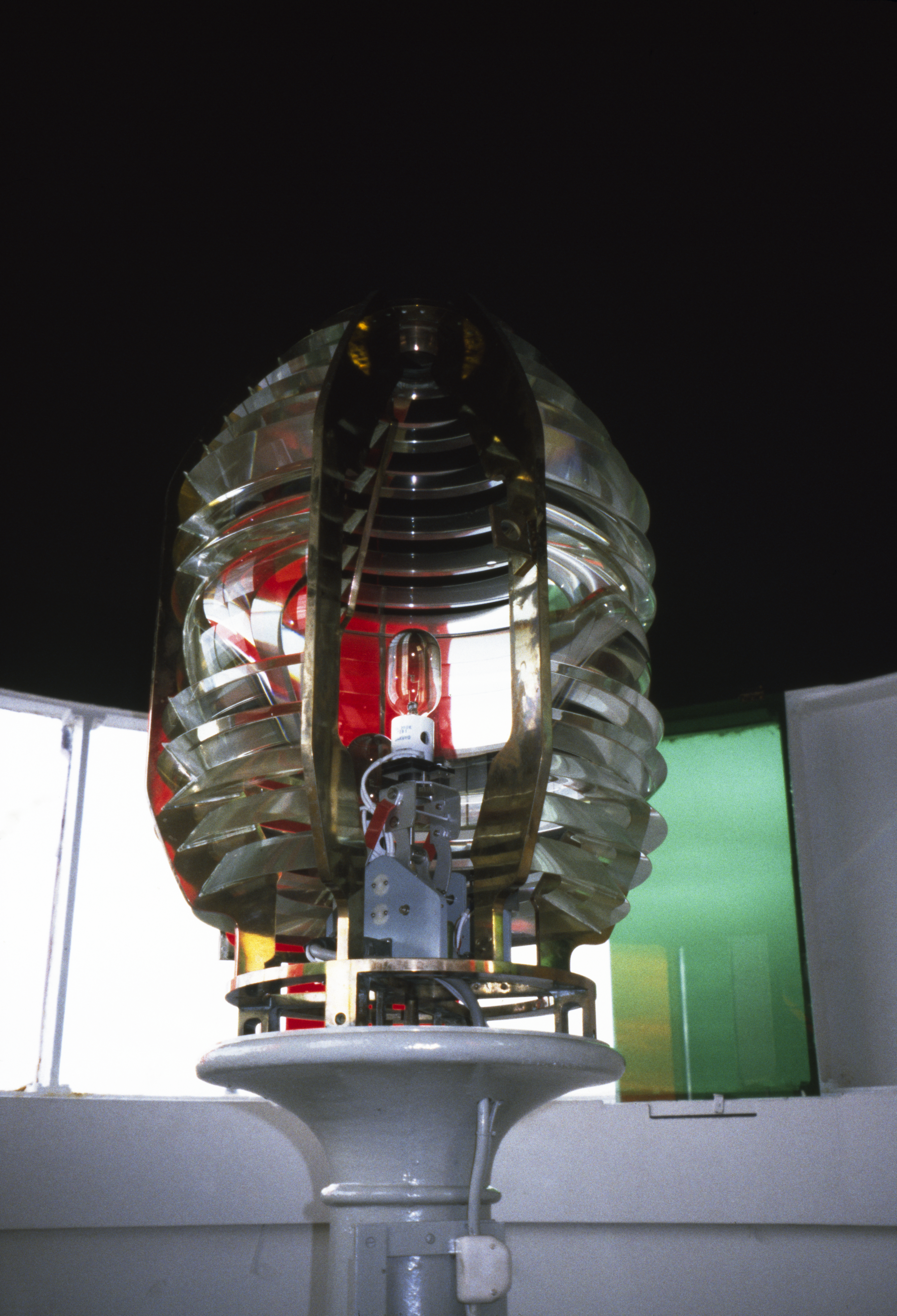
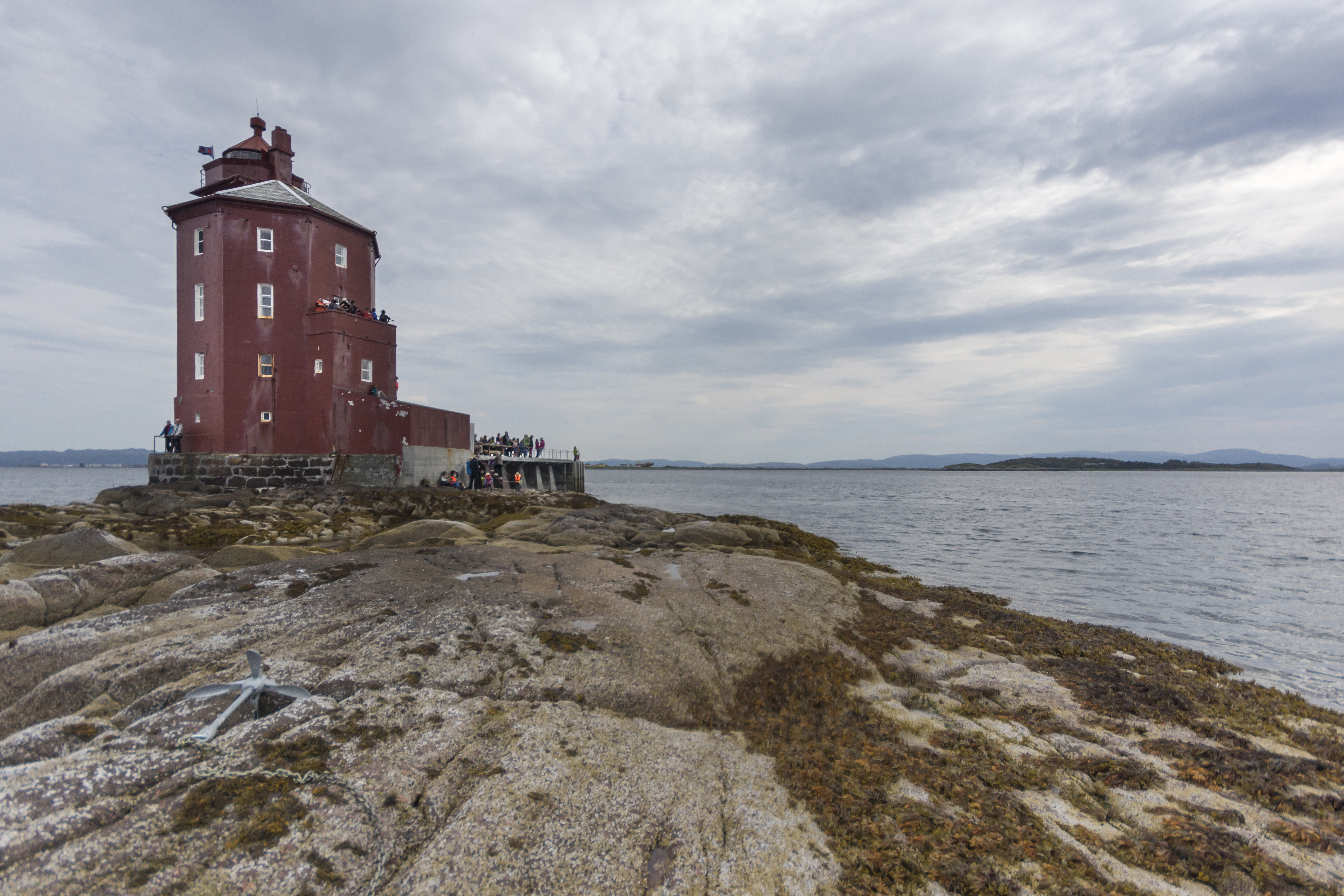
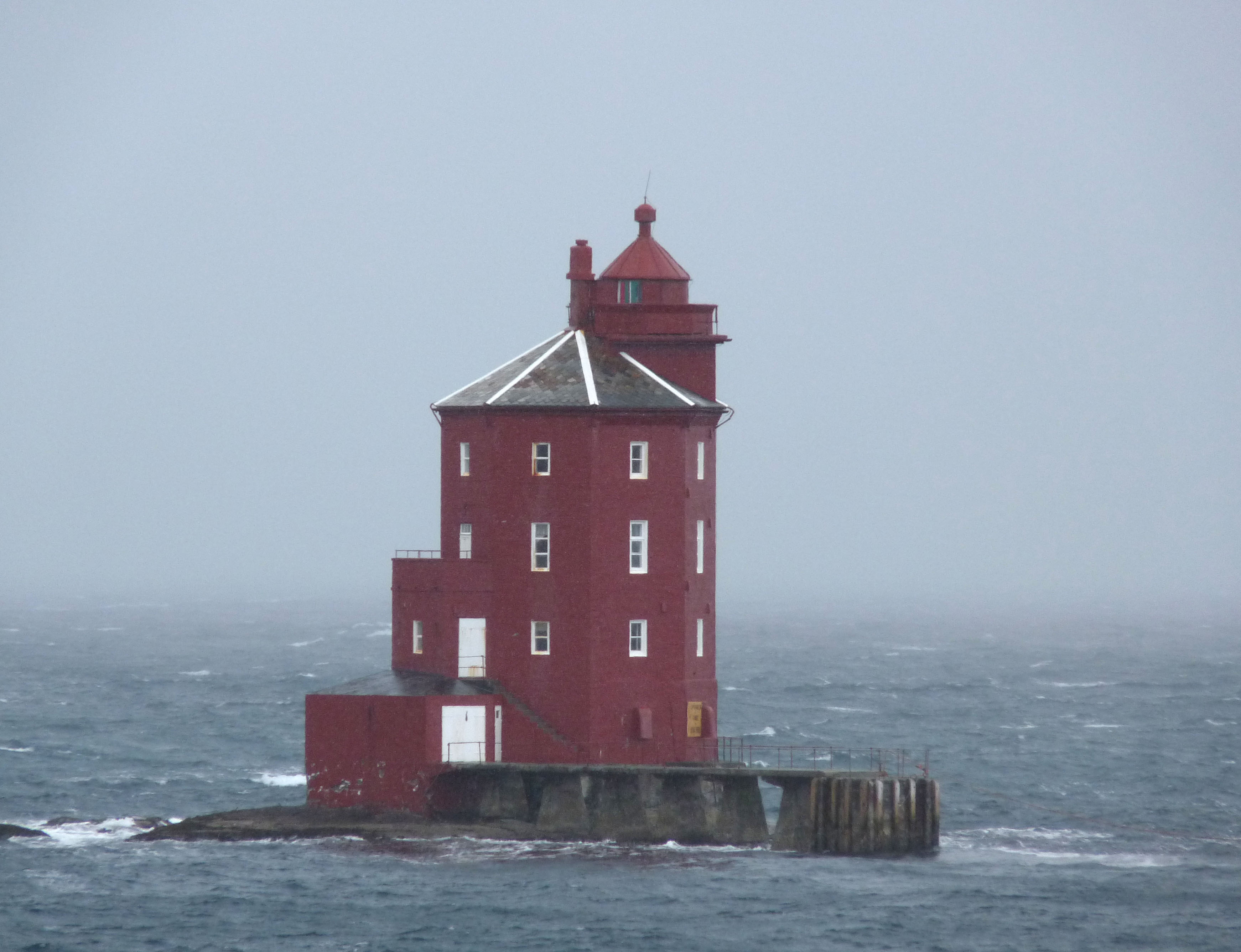
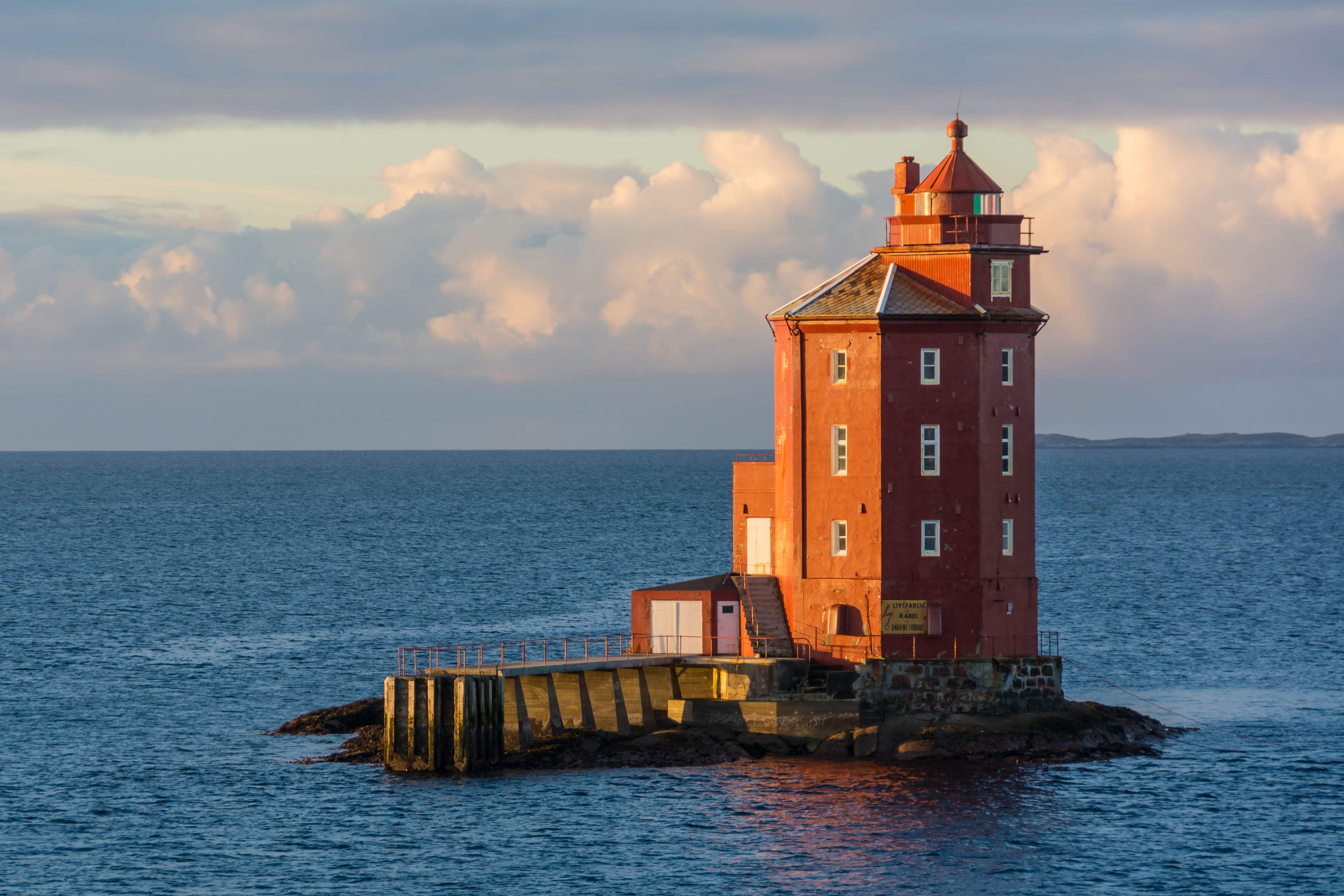